# Ванфридское соглашение

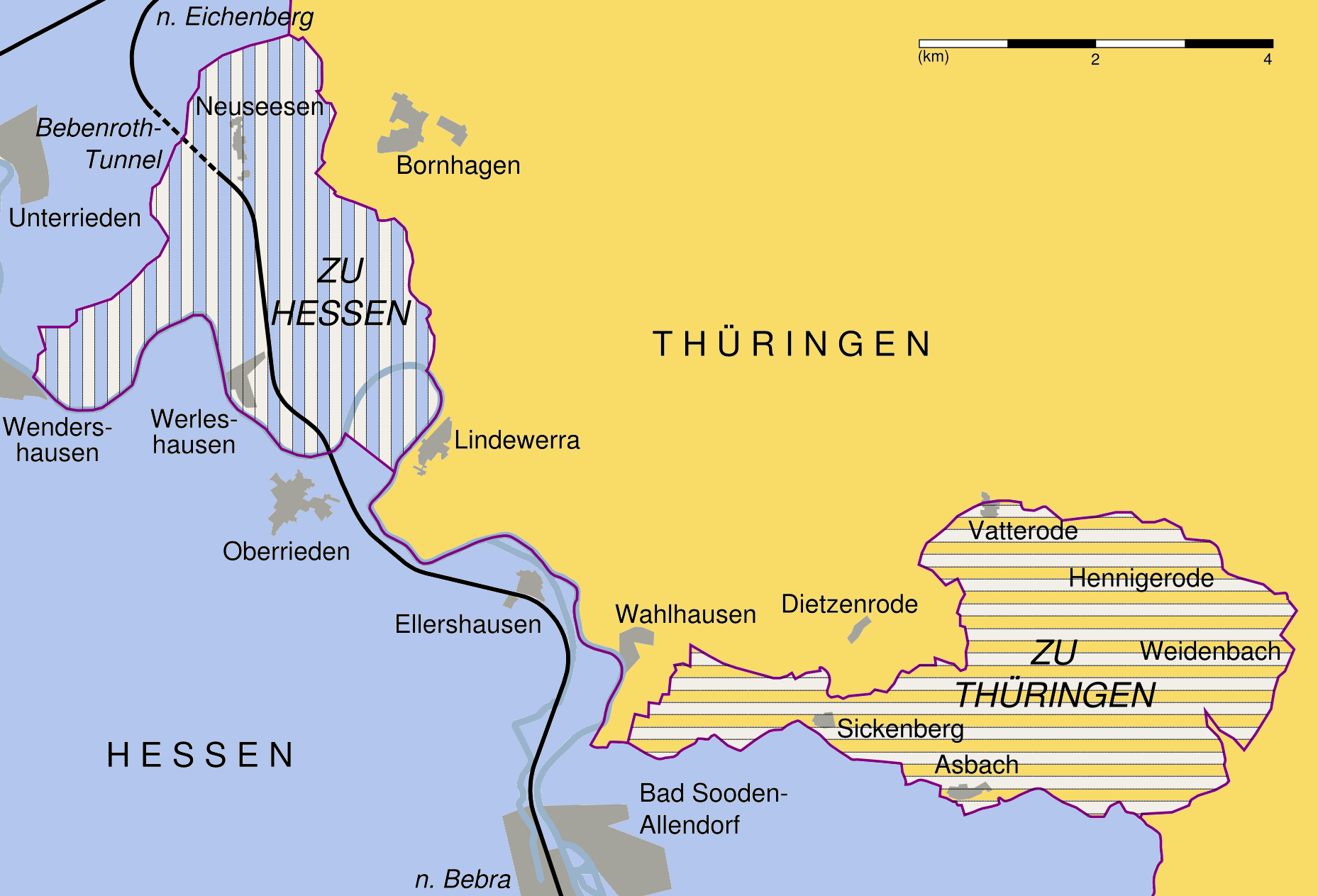
Обмен территорий по Ванфридскому соглашению: слева (в синюю полоску) земли, отошедшие Гессену, справа (в жёлтую полоску) — Тюрингии

Ванфридское соглашение (нем. Wanfrieder Abkommen) — международный договор об изменении демаркационной линии зон оккупации Германии, заключённый 17 сентября 1945 года в гессенском Ванфриде американскими и советскими оккупационными властями.
Необходимость обмена территориями между оккупационными зонами была вызвана тем, что 4-километровый участок использовавшейся американцами железной дороги Бебра — Гёттинген между Бад-Зоден-Аллендорф и Айхенбергом проходил по территории советской зоны. В самом тексте соглашения причины его заключения не отражены. Со стороны США договор подписал бригадный генерал У. Т. Секстон, со стороны СССР — генерал-майор В. С. Аскалепов. После подписания договора стороны совершили символический обмен бутылками виски и водки, в связи с чем линия железной дороги получила шуточное прозвище «Виски-водочная».
Согласно Ванфридскому соглашению к Тюрингии, входившей в советскую зону оккупации Германии, отошли гессенские деревни Зиккенберг, Асбах, Фаттероде, Вайденбах и Хеннигроде общей площадью в 761 га, где проживало 429 человек. Гессен в американской зоне оккупации получил взамен 845 га земель деревень Нойзезен и Верлесхаузен, где проживало 560 человек. Договор вступал в силу немедленно после подписания, войска покидали территории в течение двух суток. После объединения Германии в 1990 году установленная в 1945 году граница между землями Гессен и Тюрингия была сохранена.
Обмены территориями между зонами оккупации производились в послевоенной Германии неоднократно, тем не менее, только официально заключённое Ванфридское соглашение имеет в международном праве статус, равный Потсдамскому соглашению. В 1991 году в Шифлерсгрунде (Асбах-Зикенберг) на месте снесённой внутригерманской границы был открыт музей, посвящённый Ванфридскому соглашению. Одним из его экспонатов является печатная машинка, на которой был подготовлен экземпляр договора на русском языке.